# Persone di nome Lee
| Questa pagina contiene informazioni ricavate automaticamente dalle voci biografiche con l'ausilio del template Bio e di un bot. L'aggiornamento è periodico e automatico e ricostruisce completamente la pagina. Se manca una persona in questa lista, sei pregato di non aggiungerla, ma accertati piuttosto che la sua voce biografica contenga il template Bio e che i dati anagrafici siano correttamente compilati. Se il template Bio manca, inseriscilo tu stesso o, in alternativa, metti l'avviso {{tmp\|Bio}} che ne segnala la mancanza. Se i dati riportati sono sbagliati, correggi direttamente la voce biografica; le modifiche saranno visibili in questa lista entro pochi giorni. Per chiarimenti vedi il progetto antroponimi. La lista contiene solo le 229 persone che sono citate nell'enciclopedia e per le quali è stato implementato correttamente il template Bio. Pagina aggiornata al 16 ott 2024. |

Questa è una lista di persone presenti nell'enciclopedia che hanno il prenome Lee, suddivise per attività principale.

## Allenatori di calcio(11)
- Lee Sterrey, allenatore di calcio e ex calciatore australiano (n. 1961)
- Lee Bowyer, allenatore di calcio e ex calciatore inglese (Londra, n. 1977)
- Lee Bradbury, allenatore di calcio e ex calciatore inglese (Cowes, n. 1975)
- Lee Carsley, allenatore di calcio e ex calciatore irlandese (Birmingham, n. 1974)
- Lee Cattermole, allenatore di calcio e ex calciatore inglese (Stockton-on-Tees, n. 1988)
- Lee Clark, allenatore di calcio e ex calciatore inglese (Wallsend, n. 1972)
- Lee Hodges, allenatore di calcio e ex calciatore inglese (Epping, n. 1973)
- Lee David Johnson, allenatore di calcio e ex calciatore inglese (Newmarket, n. 1981)
- Lee Makel, allenatore di calcio e ex calciatore inglese (Sunderland, n. 1973)
- Lee McCulloch, allenatore di calcio e ex calciatore scozzese (Bellshill, n. 1978)
- Lee Sinnott, allenatore di calcio e ex calciatore inglese (Aldridge, n. 1965)

## Allenatori di pallacanestro(1)
- Lee Rose, allenatore di pallacanestro statunitense (Irvine, n. 1936 - Charlotte, † 2022)

## Animatori(1)
- Lee Hardcastle, animatore, regista e sceneggiatore britannico (Leeds, n. 1985)

## Arcieri(1)
- Lee Woo-seok, arciere sudcoreano (n. 1997)

## Astisti(1)
- Lee Barnes, astista statunitense (Salt Lake City, n. 1906 - Oxnard, † 1970)

## Astronauti(2)
- Lee Archambault, ex astronauta statunitense (Oak Park, n. 1960)
- Lee Morin, ex astronauta e medico statunitense (Manchester, n. 1952)

## Attiviste(1)
- Lee Hee-ho, attivista sudcoreana (Keijō, n. 1922 - Seul, † 2019)

## Attivisti(1)
- Lee Ming-Che, attivista taiwanese (Taipei, n. 1975)

## Attori(28)
- Lee Aaker, attore statunitense (Inglewood, n. 1943 - Mesa, † 2021)
- Lee Arenberg, attore statunitense (Palo Alto, n. 1962)
- Lee Beggs, attore e regista statunitense (Omaha, n. 1870 - New York, † 1943)
- Lee Bergere, attore statunitense (Brooklyn, n. 1918 - Fremont, † 2007)
- Lee Bowman, attore statunitense (Cincinnati, n. 1914 - Brentwood, † 1979)
- Lee Evans, attore e sceneggiatore britannico (Bristol, n. 1964)
- Lee Hill, attore statunitense (n. 1894 - Los Angeles, † 1957)
- Lee Ingleby, attore e sceneggiatore britannico (Burnley, n. 1976)
- Lee Kang-sheng, attore, regista e sceneggiatore taiwanese (Taipei, n. 1968)
- Lee Kinsolving, attore statunitense (Boston, n. 1938 - Palm Beach, † 1974)
- Lee Kohlmar, attore e regista tedesco (Eckental, n. 1873 - Hollywood, † 1946)
- James Kyson Lee, attore statunitense (Seul, n. 1975)
- Lee Majdoub, attore e doppiatore libanese (Tripoli, n. 1982)
- Lee Mead, attore e cantante inglese (Southend-on-Sea, n. 1981)
- Lee Montgomery, attore canadese (Winnipeg, n. 1961)
- Lee Moran, attore, regista e sceneggiatore statunitense (Chicago, n. 1888 - Woodland Hills, † 1961)
- Lee Morris, attore statunitense (Missouri, n. 1863 - California, † 1933)
- Lee Norris, attore statunitense (Greenville, n. 1981)
- Lee Pace, attore statunitense (Chickasha, n. 1979)
- Lee Philips, attore e regista statunitense (New York, n. 1927 - Brentwood, † 1999)
- Lee Shumway, attore statunitense (Salt Lake City, n. 1884 - Los Angeles, † 1959)
- Lee Strasberg, attore e regista teatrale polacco (Budzanów, n. 1901 - New York, † 1982)
- Lee Tergesen, attore statunitense (Ivoryton, n. 1965)
- Lee Tracy, attore statunitense (Atlanta, n. 1898 - Santa Monica, † 1968)
- Lee Wei, attore, cantante e modello taiwanese (Taipei, n. 1980)
- Lee Wilkof, attore statunitense (Canton, n. 1951)
- Lee Williams, attore britannico (Bangor, n. 1974)
- Lee Thompson Young, attore statunitense (Columbia, n. 1984 - Los Angeles, † 2013)

## Attrici(11)
- Lee Armstrong, attrice statunitense (n. 1970)
- Lee Anne Beaman, attrice statunitense (n. 1973)
- Lee Bryant, attrice statunitense (Manhattan, n. 1945)
- Lee Delong, attrice, regista e insegnante statunitense (Weirton, n. 1963)
- Lee Grant, attrice, regista e produttrice cinematografica statunitense (New York, n. 1925)
- Han Ji-hye, attrice e modella sudcoreana (Gwangju, n. 1984)
- Lee Morse, attrice e cantante statunitense (Portland, n. 1897 - † 1954)
- Lee Patrick, attrice statunitense (New York, n. 1901 - Laguna Beach, † 1982)
- Lee Purcell, attrice statunitense (Havelock, n. 1947)
- Lee Remick, attrice statunitense (Quincy, n. 1935 - Los Angeles, † 1991)
- Lee e Lyn Wilde, attrice e cantante statunitense (East St. Louis, n. 1922 - † 2015)

## Bassisti(2)
- Lee Dorman, bassista statunitense (Saint Louis, n. 1942 - Contea di Orange, † 2012)
- Lee Pomeroy, bassista britannico (Londra, n. 1967)

## Batteristi(3)
- Lee Agnew, batterista e percussionista britannico (Dunfemline, n. 1971)
- Lee Kerslake, batterista britannico (Bournemouth, n. 1947 - † 2020)
- Pat Mastelotto, batterista statunitense (Chico, n. 1955)

## Calciatori(43)
- Lee Addy, ex calciatore ghanese (Accra, n. 1990)
- Lee Atack, ex calciatore inglese (Leeds, n. 1953)
- Lee Barnard, ex calciatore inglese (Romford, n. 1984)
- Lee Baxter, ex calciatore svedese (Helsingborg, n. 1976)
- Lee Buchanan, calciatore inglese (Mansfield, n. 2001)
- Lee Camp, ex calciatore inglese (Derby, n. 1984)
- Lee Casciaro, calciatore gibilterriano (Gibilterra, n. 1981)
- Lee Chapman, ex calciatore inglese (Lincoln, n. 1959)
- Lee Cook, ex calciatore inglese (Londra, n. 1982)
- Lee Croft, calciatore inglese (Higher End, n. 1985)
- Lee Desmond, calciatore irlandese (Dublino, n. 1995)
- Lee Dixon, ex calciatore inglese (Manchester, n. 1964)
- Lee Erwin, calciatore scozzese (Bellshill, n. 1994)
- Lee Evans, calciatore gallese (Newport, n. 1994)
- Lee Frecklington, calciatore irlandese (Lincoln, n. 1985)
- Lee Grace, calciatore irlandese (Tipperary, n. 1992)
- Lee Anderson Grant, ex calciatore inglese (Hemel Hempstead, n. 1983)
- Lee Gregory, calciatore inglese (Sheffield, n. 1988)
- Lee Hendrie, ex calciatore inglese (Birmingham, n. 1977)
- Lee Hills, ex calciatore inglese (Croydon, n. 1990)
- Lee Hodson, calciatore nordirlandese (Watford, n. 1991)
- Lee Hughes, ex calciatore inglese (Smethwick, n. 1976)
- Lee Jones, ex calciatore neozelandese (Distretto di North Shore, n. 1975)
- Lee Jones, ex calciatore gallese (Wrexham, n. 1973)
- Lee Jones, ex calciatore gallese (Pontypridd, n. 1970)
- Lee Martin, calciatore inglese (Taunton, n. 1987)
- Lee McEvilly, calciatore nordirlandese (Liverpool, n. 1982)
- Lee Miller, calciatore scozzese (Lanark, n. 1983)
- Lee Naylor, ex calciatore inglese (Bloxwich, n. 1980)
- Lee Nguyen, ex calciatore statunitense (Richardson, n. 1986)
- Lee Nicholls, calciatore inglese (Huyton, n. 1992)
- Lee Novak, ex calciatore inglese (Newcastle upon Tyne, n. 1988)
- Lee O'Connor, calciatore irlandese (Waterford, n. 2000)
- Lee Peltier, calciatore inglese (Liverpool, n. 1986)
- Lee Power, ex calciatore irlandese (Londra, n. 1972)
- Lee Robertson, ex calciatore scozzese (n. 1973)
- Lee Sharpe, ex calciatore inglese (Halesowen, n. 1971)
- Lee Tomlin, calciatore britannico (Liverpool, n. 1989)
- Lee Wai Tong, calciatore e allenatore di calcio cinese (Hong Kong, n. 1905 - Hong Kong, † 1979)
- Lee Trundle, calciatore inglese (Liverpool, n. 1976)
- Lee Wallace, ex calciatore scozzese (Edimburgo, n. 1987)
- Lee Williamson, calciatore inglese (Derby, n. 1982)
- Lee Winston Leandro da Silva Oliveira, calciatore brasiliano (San Paolo, n. 1988)

## Calciatrici(1)
- Lee Gibson, calciatrice scozzese (n. 1991)

## Cantanti(9)
- Dewey Bunnell, cantante, chitarrista e compositore britannico (Harrogate, n. 1952)
- Lee Dorrian, cantante e produttore discografico britannico (Coventry, n. 1968)
- Lee Dorsey, cantante statunitense (New Orleans, n. 1926 - New Orleans, † 1986)
- Lee Hazlewood, cantante, compositore e produttore discografico statunitense (Mannford, n. 1929 - Henderson, † 2007)
- Lee Kernaghan, cantante australiano (Corryong, n. 1964)
- Lee Ryan, cantante e doppiatore britannico (Chatham, n. 1983)
- Lyn, cantante sudcoreana (n. 1981)
- Lee Ann Womack, cantante statunitense (Jacksonville, n. 1966)
- Yao Lee, cantante cinese (Shanghai, n. 1922 - Hong Kong, † 2019)

## Cantautori(1)
- Lee Lin-Chiu, cantautore taiwanese (Taipei, n. 1909 - † 1979)

## Cestisti(12)
- Lee Davis, ex cestista statunitense (Raleigh, n. 1945)
- Lee Harman, cestista e truccatore statunitense (Los Angeles, n. 1936 - Corona, † 2021)
- Lee Huber, cestista statunitense (Louisville, n. 1919 - Orlando, † 2005)
- Lee Humphrey, ex cestista statunitense (Maryville, n. 1984)
- Lee Johnson, ex cestista statunitense (Plumerville, n. 1957)
- Lee Matthews, ex cestista statunitense (Atlanta, n. 1970)
- Lee Moore, cestista statunitense (Kennesaw, n. 1995)
- Lee Nailon, ex cestista statunitense (South Bend, n. 1975)
- Lee Robbins, cestista statunitense (Rockwall, n. 1922 - Billings, † 1968)
- Lee Roberts, cestista statunitense (Seattle, n. 1987)
- Lee Shaffer, ex cestista statunitense (Chicago, n. 1939)
- Andy Stoglin, cestista e allenatore di pallacanestro statunitense (Phoenix, n. 1942 - Memphis, † 2024)

## Chitarristi(3)
- Lee Altus, chitarrista statunitense (Odessa, n. 1966)
- Lee Mavers, chitarrista e cantante inglese (Liverpool, n. 1962)
- Lee Ranaldo, chitarrista e cantante statunitense (New York, n. 1956)

## Compositori(1)
- Lee Hoiby, compositore e pianista statunitense (Madison, n. 1926 - New York, † 2011)

## Culturisti(3)
- Lee Haney, ex culturista statunitense (Spartanburg, n. 1959)
- Lee Labrada, ex culturista cubano (L'Avana, n. 1960)
- Lee Priest, culturista australiano (Newcastle, n. 1972)

## Direttori della fotografia(1)
- Lee Garmes, direttore della fotografia statunitense (Peoria, n. 1898 - Los Angeles, † 1978)

## Dirigenti d'azienda(1)
- Lee Iacocca, manager statunitense (Allentown, n. 1924 - Bel Air, † 2019)

## Drammaturghi(1)
- Lee Hall, drammaturgo e sceneggiatore britannico (Newcastle upon Tyne, n. 1966)

## Esoteristi(1)
- Lee Carroll, esoterista e oratore statunitense

## Fisici(2)
- Lee Smolin, fisico statunitense (New York, n. 1955)
- Lee Spetner, fisico e biofisico statunitense (Saint Louis, n. 1927 - Gerusalemme, † 2024)

## Fotografi(1)
- Lee Friedlander, fotografo statunitense (Aberdeen, n. 1934)

## Fumettiste(1)
- Lee Marrs, fumettista statunitense (n. 1945)

## Fumettisti(4)
- Lee Bermejo, fumettista e disegnatore statunitense
- Lee Falk, fumettista statunitense (Saint Louis, n. 1911 - New York, † 1999)
- Lee O'Connor, fumettista britannico (Devon, n. 1982)
- Lee Weeks, fumettista statunitense (Augusta, n. 1962)

## Generali(1)
- Lee Kwon-mu, generale nordcoreano (Manciuria, n. 1914 - † 1986)

## Giocatori di badminton(2)
- Lee Yang, giocatore di badminton taiwanese (Taipei, n. 1995)
- Wang Chi-lin, giocatore di badminton taiwanese (Taipei, n. 1995)

## Giocatori di football americano(8)
- Lee Roy Caffey, giocatore di football americano statunitense (Rockdale, n. 1941 - Houston, † 1994)
- Harold Carmichael, ex giocatore di football americano e dirigente sportivo statunitense (Jacksonville, n. 1949)
- Lee Evans, ex giocatore di football americano statunitense (Bedford, n. 1981)
- Lee Roy Jordan, ex giocatore di football americano statunitense (Excel, n. 1941)
- Lee Rowland, ex giocatore di football americano e allenatore di football americano britannico (n. 1953)
- Lee Roy Selmon, giocatore di football americano statunitense (Eufaula, n. 1954 - Tampa, † 2011)
- Lee Woodall, ex giocatore di football americano statunitense (Carlisle, n. 1969)
- Lee Ziemba, giocatore di football americano statunitense (Albany, n. 1989)

## Giocatori di snooker(1)
- Lee Walker, giocatore di snooker gallese (Newbridge, n. 1976)

## Giornalisti(2)
- Lee Hills, giornalista statunitense (Egg Creek, n. 1906 - Miami, † 2000)
- Lee Strobel, giornalista e saggista statunitense (Arlington Heights, n. 1952)

## Golfisti(3)
- Lee Janzen, golfista statunitense (Austin, n. 1964)
- Lee Trevino, ex golfista statunitense (Dallas, n. 1939)
- Lee Westwood, golfista inglese (Worksop, n. 1973)

## Graffiti writer(1)
- Lee Quinones, writer statunitense (Ponce, n. 1960)

## Hockeiste su ghiaccio(1)
- Lee Stecklein, hockeista su ghiaccio statunitense (Roseville, n. 1994)

## Imprenditori(1)
- Lee Kun-hee, imprenditore sudcoreano (Daegu, n. 1942 - Seul, † 2020)

## Informatici(1)
- Lee Felsenstein, informatico e ingegnere statunitense (Filadelfia, n. 1945)

## Insegnanti(1)
- Lee Pierce Butler, docente statunitense (Clarendon Hills, n. 1884 - † 1953)

## Magistrati(1)
- Lee Loevinger, magistrato e avvocato statunitense (n. 1913 - Washington, † 2004)

## Mezzofondisti(1)
- Lee Emanuel, mezzofondista britannico (Hastings, n. 1985)

## Militari(1)
- Lee Harvey Oswald, militare e criminale statunitense (New Orleans, n. 1939 - Dallas, † 1963)

## Modelle(1)
- Lee Meriwether, ex modella e attrice statunitense (Los Angeles, n. 1935)

## Montatori(1)
- Lee Smith, montatore australiano (Sydney, n. 1960)

## Musicisti(1)
- Lee Ritenour, musicista e chitarrista statunitense (Los Angeles, n. 1952)

## Ostacolisti(1)
- Lee Calhoun, ostacolista statunitense (Laurel, n. 1933 - Erie, † 1989)

## Parolieri(1)
- Lee Adams, paroliere statunitense (Mansfield, n. 1924)

## Pattinatori di velocità su ghiaccio(1)
- Lee Kyou-hyuk, pattinatore di velocità su ghiaccio sudcoreano (Seul, n. 1978)

## Personaggi televisivi(1)
- Lee Redmond, personaggio televisivo statunitense (Salt Lake City, n. 1941 - † 2023)

## Piloti automobilistici(1)
- Lee Petty, pilota automobilistico statunitense (Randleman, n. 1914 - Greensboro, † 2000)

## Politici(6)
- Lee Teng-hui, politico taiwanese (Sanzhi, n. 1923 - Taipei, † 2020)
- Lee Sherman Dreyfus, politico e educatore statunitense (Milwaukee, n. 1926 - Milwaukee, † 2008)
- Lee Hamilton, politico statunitense (Daytona Beach, n. 1931)
- Lee Moore, politico nevisiano (Saint Kitts, n. 1939 - New York, † 2000)
- Lee Terry, politico statunitense (Omaha, n. 1962)
- Lee Zeldin, politico statunitense (East Meadow, n. 1980)

## Pubblicitari(1)
- Lee Clow, pubblicitario statunitense (Los Angeles, n. 1943)

## Pugili(2)
- Lee Canalito, ex pugile e attore statunitense (Houston, n. 1953)
- Lee Selby, pugile gallese (Barry, n. 1987)

## Registe(1)
- Lee Shallat-Chemel, regista e produttrice televisiva statunitense (Los Angeles, n. 1943)

## Registi(11)
- Lee Isaac Chung, regista e sceneggiatore statunitense (Denver, n. 1978)
- Lee Cronin, regista e sceneggiatore irlandese (Dublino, n. 1973)
- Lee Daniels, regista, sceneggiatore e produttore cinematografico statunitense (Filadelfia, n. 1959)
- Lee Davis, regista, sceneggiatore e attore statunitense
- Lee Gordon Demarbre, regista canadese (Chicoutimi, n. 1972)
- Lee Frost, regista, sceneggiatore e montatore statunitense (Globe, n. 1935 - New Orleans, † 2007)
- Lee H. Katzin, regista statunitense (Detroit, n. 1935 - Beverly Hills, † 2002)
- Lee Toland Krieger, regista, sceneggiatore e produttore cinematografico statunitense (Los Angeles, n. 1983)
- Lee Sholem, regista statunitense (Paris, n. 1913 - Los Angeles, † 2000)
- Lee Tamahori, regista neozelandese (Wellington, n. 1950)
- Lee Unkrich, regista, montatore e sceneggiatore statunitense (Chagrin Falls, n. 1967)

## Rugbisti a 15(4)
- Lee Byrne, rugbista a 15 gallese (Bridgend, n. 1980)
- Lee Dickson, rugbista a 15 britannico (Verden, n. 1985)
- Lee Jarvis, rugbista a 15 e allenatore di rugby a 15 britannico (Pontypridd, n. 1976)
- Lee Mears, ex rugbista a 15 britannico (Torquay, n. 1979)

## Sassofonisti(2)
- Lee Konitz, sassofonista e compositore statunitense (Chicago, n. 1927 - New York, † 2020)
- Lee Thompson, sassofonista britannico (Londra, n. 1957)

## Sceneggiatori(2)
- Lee Goldberg, sceneggiatore, autore televisivo e produttore televisivo statunitense
- Lee David Zlotoff, sceneggiatore, produttore televisivo e regista statunitense (New York, n. 1954)

## Schermitrici(1)
- Lee Kiefer, schermitrice statunitense (Cleveland, n. 1994)

## Scienziati(1)
- Lee De Forest, scienziato, inventore e regista statunitense (Council Bluffs, n. 1873 - Hollywood, † 1961)

## Scrittori(1)
- Lee Maynard, scrittore e giornalista statunitense (Crum, n. 1936 - Albuquerque, † 2017)

## Scrittrici(2)
- Lee Hyeon-seo, scrittrice e attivista nordcoreana (Hyesan, n. 1980)
- Lee Smith, scrittrice statunitense (Grundy, n. 1944)

## Scultori(1)
- Lee Lawrie, scultore statunitense (Rixdorf, n. 1877 - Easton, † 1963)

## Scultrici(1)
- Lee Bontecou, scultrice statunitense (Providence, n. 1931 - Florida, † 2022)

## Sollevatori(1)
- Lee James, sollevatore statunitense (Gulfport, n. 1953 - Raleigh, † 2023)

## Stilisti(1)
- Alexander McQueen, stilista britannico (Lewisham, n. 1969 - Mayfair, † 2010)

## Tennisti(1)
- Lee Duck-hee, tennista sudcoreano (Nord Chungcheong, n. 1998)

## Trombettisti(1)
- Lee Morgan, trombettista statunitense (Filadelfia, n. 1938 - New York, † 1972)

## Veliste(1)
- Lee Lai Shan, velista hongkonghese (Cheung Chau, n. 1970)

## Velociste(2)
- Lee McConnell, ex velocista e ostacolista britannica (Glasgow, n. 1978)
- Lee Naylor, ex velocista australiana (n. 1971)

## Velocisti(5)
- Lee Evans, velocista statunitense (Madera, n. 1947 - Lagos, † 2021)
- Lee McNeill, velocista statunitense (Lumberton, n. 1964 - Fayetteville, † 2021)
- Lee McRae, ex velocista statunitense (Pembroke, n. 1966)
- Lee Orr, velocista canadese (Saskatchewan, n. 1917 - Monroe, † 2009)
- Lee Thompson, velocista britannico (n. 1997)